# René Willig
René Willig, né le 9 octobre 1897 à Rouen et mort le 13 novembre 1952 au Petit Quevilly, est un footballeur français des années 1920. 

## Biographie
René Willig  joue pour l'US Quevilly notamment en 1927 où le club perd en finale de la Coupe de France de football face à l'Olympique de Marseille.

## Palmarès
- Finaliste de la Coupe de France de football en 1927[5]